# Pia Zemljič
Pia Zemljič (Slovenj Gradec, 6 april 1975) is een Sloveens actrice.